# Jan III Aviz
Jan III z dynastii Aviz zw. Pobożnym (ur. 6 czerwca 1502 w Lizbonie, zm. 11 czerwca 1557 tamże) – król Portugalii w latach 1521–1557. Syn Manuela I Szczęśliwego i jego drugiej żony – Marii Aragońskiej (córki króla Hiszpanii Ferdynanda II Katolickiego), brat Henryka I.
Za jego panowania wprowadzono inkwizycję oraz sprowadzono jezuitów. Koncentrował się na rozbudowie imperium kolonialnego. Przyłączył do Portugalii Moluki i Diu, rozpoczął systematyczną kolonizację Brazylii. W 1557 roku objął we władanie Makau. Okres jego rządów to budowa podstaw administracji kolonialnej oraz silna kolonizacja na dalekim wschodzie. Był od lutego 1525 żonaty z Katarzyną Habsburg (1507–1578), córką Joanny Szalonej i Filipa I Pięknego. Ich dziećmi byli:
- Afonso (1526–1526), książę Portugalii (1526),
- Maria Manuela (1527–1545), księżniczka Portugalii (1527–1531 i 1537), pierwsza żona Filipa II Habsburga,
- infantka Isabel (1529–1529),
- infantka Beatriz (1530–1530),
- Manuel (1531–1537), książę Portugalii (1531–1537), następca tronu (1535–1537),
- Filip (1533–1539), książę Portugalii (1537–1539), następca tronu (1537–1539),
- infant Dinis (1535–1537),
- Jan (1537–1554), książę Portugalii (1539–1554), następca tronu (1539–1554), mąż Joanny Habsburg,
- infant António (1539–1540).

Jan miał też syna z Izabellą Moniz:
- Duarte (1521–1543), nieślubny syn Jana i Isabelli Moniz, arcybiskup Bragi.

Następcą Jana został jego wnuk Sebastian – syn księcia Jana (ur. 3 czerwca 1537 – zm. 2 stycznia 1554) i Joanny Habsburg.